# Vahl-lès-Faulquemont
Vahl-lès-Faulquemont (Duits:  Vahlen bei Falkenberg in Lothringen) is een gemeente in het Franse departement Moselle (regio Grand Est) en telt 249 inwoners (2005). De plaats maakt deel uit van het arrondissement Forbach-Boulay-Moselle.

## Geografie
De oppervlakte van Vahl-lès-Faulquemont bedraagt 6,2 km², de bevolkingsdichtheid is 40,2 inwoners per km².
De onderstaande kaart toont de ligging van Vahl-lès-Faulquemont met de belangrijkste infrastructuur en aangrenzende gemeenten.

## Demografie
Onderstaande figuur toont het verloop van het inwonertal (bron: INSEE-tellingen).